# Tala Ashe
Tala Ashe (született Tala Ashrafi) (Teherán, 1984. július 24. –) iráni-amerikai színésznő, 
Leginkább olyan televíziós sorozatokból ismert, mint az As The World Turns, a Kasszasiker, A túlélés ára és A holnap legendái.

## Élete és pályafutása
Tala Ashrafiként született Iránban, 1984. július 24-én. Első szerepét a 2008-as Waiting in Beijing című filmben kapta, Nadia szerepét játszotta el. 2017-ben a 3. évad rendszeres szereplője lett a The CW TV csatorna A holnap legendái című sorozatának. A színészkedésen kívül producere volt a That's What She Said nevű podcastnak.

## Filmográfia
| Év        | Magyar cím                       | Eredeti cím                  | Szerep                    | Megjegyzések                                                        |
| --------- | -------------------------------- | ---------------------------- | ------------------------- | ------------------------------------------------------------------- |
| 2008      |                                  | Waiting in Beijing           | Nadia                     | film, "Tala Ashrafi" néven                                          |
| 2008      | Esküdt ellenségek                | Law & Order                  | Madison                   | 1 epizód                                                            |
| 2008      |                                  | As the World Turns           | Ameera Ali Aziz           | visszatérő szereplő (26 epizód)                                     |
| 2008      |                                  | Straphanger                  | Scarlett                  | rövidfilm                                                           |
| 2011      | Esküdt ellenségek: Bűnös szándék | Law & Order: Criminal Intent | Rebecca Landon            | 1 epizód                                                            |
| 2012      | Kasszasiker                      | Smash                        | R.J. Quigley              | - visszatérő szereplő - 1. évad (6 epizód)                          |
| 2015      | A túlélés ára                    | American Odyssey             | Anna Stone                | visszatérő szereplő (7 epizód)                                      |
| 2017–2022 | A holnap legendái                | Legends of Tomorrow          | Zari Tomaz és Zari Tarazi | - főszereplő (3-7. évad) - 74 epizód - magyar hangja: Haumann Petra |